# Glipostena nigricans
Glipostena nigricans là một loài bọ cánh cứng trong họ Mordellidae. Loài này được Franciscolo miêu tả khoa học năm 2000.